# Sardella
Kalábrijská sardella (známá též jako rosamarina nebo kalábrijský kaviár) je tradičním pokrmem v italském regionu Kalábrie, zejména v provinciích Crotone a Cosenza. Za kolébku tohoto pokrmu je považována vesnice Crucoli, k původu pokrmu se však hlásí také Ciro' Marina a Trebiscacce.
Jedná se o omáčku vyráběnou z malých, nebo středně velkých bílých ryb, drcené papriky a fenyklu.
Původní kalábrijská sardella vyžadovala, aby malé ryby (sardinky nebo ančovičky) nebyly delší než 3 cm. V roce 2006 Evropská unie nařízením o Středozemním moři zakázala lov modrých ryb o délce menší než 11 cm, aby ochránila mořský ekosystém. Kalábrii byla udělena výjimka pro rybolov pod těmito limity, ale v roce 2010 byla zrušena.
Vzhledem k zákazu lovu vzácných modrých rybiček je nyní častá výroba sardelly ze zmražených ryb.

## Zajímavosti
- Pojem sardella je v Kalábrii také označením pro malé ryby
- V obci Crucoli se každou druhou srpnovou neděli koná festival zasvěcený tomuto druhu jídla (od 70. let 20. století)